# Georges Lapassade
Georges Lapassade (Arbus, 10 maggio 1924 – Stains, 30 luglio 2008) è stato un filosofo, sociologo e antropologo francese.

## Biografia
Professore e ricercatore emerito di Etnografia e Scienze dell'Educazione presso l'Università di Parigi VIII, dove ha lavorato e organizzato seminari fino agli ultimi anni della sua esistenza.
Se l'uomo vuole essere soggetto, attore cosciente della sua storia deve analizzare le istituzioni dalle quali dipende, per analizzare le istituzioni che lo attraversano e trovare nell'azione di gruppo una via d'uscita all'atomizzazione burocratica della quale è vittima. (G. Lapassade).
È una delle figure più importanti della psicosociologia, dell'etnologia e della pedagogia. Ha introdotto in Francia l'etnometodologia.
Fu il primo sociologo francese a studiare il graffitismo e il rap, portando un importante contributo alla comprensione del fenomeno anche in Italia. Era considerato con René Lourau uno dei padri dell'analisi istituzionale.
Autore di numerose opere sugli stati modificati di coscienza, nella sua lunga carriera si è occupato delle culture nordafricane e afroamericane, con particolare interesse per i temi della trance. In Italia, Georges Lapassade lavora, dopo Ernesto De Martino, sulla pizzica e la taranta.
Il suo primo libro L'entrée dans la vie, saggio sull'incompiutezza dell'uomo, fu pubblicato nel 1963, e venne tradotto in Italia nel 1971 da Sergio de La Pierre per Guaraldi con il titolo Il mito dell'adulto.
È morto all'età di 84 anni il 30 luglio 2008.
Le edizioni Urra-Apogeo hanno ripubblicato, nel 2008, Dallo sciamano al raver. Saggio sulla transe uscito in prima edizione, a cura di Gianni De Martino,  presso Feltrinelli nel 1980. Ristampato da Jouvence nel 2020.